# Kardamyli
Kardamyli (græsk: Καρδαμύλη}, forskelligt translittereret som Kardamyle, Cardamyle, Kardhamili, Kardamili og Kardamyli, og undertiden kaldet "Skardamoula", især på gamle kort) er en by ved havet 35 kilometer sydøst for Kalamata, Grækenland.  Den er hovedsæde for kommunen Lefktro i regionen Messenien på Mani-halvøen.
I Iliaden' (Bog 9 ), nævner Homer Kardamili som en af de syv byer, der blev tilbudt af Agamemnon til Achilleus som betingelse for at han kunne genindtræde i kampen under Den trojanske krig.  Landsbyen har bevaret sit gamle navn.
Området er fyldt med strande: Ritsa, Belogianni, Salio, Tikla, Amoni, Santava.  Den ældre by omfatter et middelalderligt slot og den imponerende kirke Sankt Spyridon. Mange af bygningerne i det gamle Kardamili, også kendt som "Pano Kardamili", eller "Øvre Kardamili", blev bygget af venetianerne og har en blanding af traditionelt græsk og venetiansk stil.  
Kardamyli er udgangspunkt for mange bjergstier, hvoraf nogle fører til toppen af Taygetusbjergene. Kardamili er kendt i området for at have en særlig god udsigt over Taygetus-bjerget, der lokalt er kendt som "Profitis Ilias", der bogstaveligt oversat betyder "Profeten Elias". I nærheden ligger Vyroskløften, med en samlet længde på 20 km.  Viroskløften forbliver tør om sommeren, men den er kendt for at blive  kraftigt oversvømmet om vinteren, når sneen smelter på bjergene og der er  voldsomme regnskyl. Længere væk kan man besøge Oitylo, Areopoli og Diros grotterne.